# Файон
Файон (ісп. Fayón, кат. Faió) — муніципалітет в Іспанії, у складі автономної спільноти Арагон, у провінції Сарагоса. Населення — 407 осіб (2010).
Муніципалітет розташований на відстані близько 350 км на схід від Мадрида, 110 км на південний схід від Сарагоси.

## Демографія
Динаміка населення (INE ):